# محمد باشا الجراح
محمد باشا الجراح (بالتركية: Cerrah Mehmed Paşa)‏ كان الصدر الأعظم للدولة العثمانية في الفترة ما بين أبريل 1598 حتى 6 يناير 1599. تُوفي في يناير 1604 بمدينة إسطنبول. 